# Robert Coleby
Robert Coleby (Ipswich, Suffolk, 1947) es un actor británico, conocido por sus numerosas participaciones en cine y televisión.

## Biografía
Robert está casado con la sueca Lena Coleby, el 30 de septiembre de 1971 le dieron la bienvenida a su primera hija la actriz Anja Coleby y más tarde al actor Conrad Coleby, el 20 de septiembre de 1979.

## Carrera
Robert ha actuado en numerosas producciones para la compañía de teatro de Queensland Theatre en Brisbane, Australia.
En 1973 apareció como invitado en la serie infantil Pollyanna donde dio vida a Timothy. Un año después apareció como Edgar en la serie King Lear.
En 1977 se unió al elenco de la serie Chopper Squad donde interpretó a Barry Drummond.
En 1985 prestó su voz para el personaje del legendario Robin Hood en la película The Adventures of Robin Hood donde trabajó junto a Helen Morse quien dio vida a Marion. Ese mismo año se unió al elenco de la miniserie Anzacs donde dio vida al reverendo George Lonsdale.
En 1986 apareció en la película animada Ivanhoe donde prestó nuevamente su voz para el personaje de Robin Hood, la película también cuenta con la participación de los actores Lewis Fitz-Gerald en el papel principal de Ivanhoe y Nick Tate como Sir Cedric.
En 1988 se unió al elenco de los actores que prestarían su voz para los personajes de la película Prisoner of Zenda.
En 1993 apareció en la serie Paradise Beach donde dio vida al empresario Tom Barsby.
En 1995 apareció en la serie Space: Above and Beyond donde interpretó a Jonathan Overmeyer, el gobernador de la colonia.
En el 2011 apareció como invitado en la serie de ciencia ficción Terra Nova donde dio vida a Andrew Fickett, un científico que quería hacerse pasar por el doctor Ken Horton.

## Filmografía

### Series de televisión
| Año         | Título                         | Personaje                 | Notas                                |
| ----------- | ------------------------------ | ------------------------- | ------------------------------------ |
| 2015 - 2017 | A Place to Call Home           | Douglas Goddard           | 22 episodios                         |
| 2015        | House of Hancock               | Frank Rinehart            | 2 episodios - miniserie              |
| 2011        | Terra Nova                     | Andrew Fickett/Ken Horton | episodio "Proof"                     |
| 2009        | Heartbeat                      | Urquart                   | 2 episodios                          |
| 2009        | Sea Patrol                     | Lang Calwell              | episodio "Catch and Release"         |
| 2007        | City Homicide                  | Alistair Linton           | episodio "Jury Duty"                 |
| 2007        | The Starter Wife               | Paul Devers               | episodio "Hour 5"                    |
| 2006        | Monarch Cove                   | Alexander Preston         | 14 episodios                         |
| 2006        | Mcleod's Daughters             | Howard Webb               | episodio "Secrets and Lies"          |
| 2001 - 2004 | All Saints                     | Prof. Richard Craig       | 5 episodios                          |
| 2003        | Fat Cow Motel                  | Eldridge Mannix III       | episodio # 1.8                       |
| 2001 - 2002 | The Lost World                 | William Maple White       | 2 episodios                          |
| 2001        | Outriders                      | Jansen                    | 3 episodios                          |
| 2000        | Tales of the South Seas        | -                         | episodio "Fatal Shore"               |
| 1999        | Stingers                       | Terry Danzinger           | episodio "Counting the Beat"         |
| 1997        | Medivac                        | Bruce                     | episodio # 2.5                       |
| 1997        | Frontier                       | Monja                     | miniserie                            |
| 1995        | Space: Above and Beyond        | Jonathan Overmeyer        | episodio "Pilot"                     |
| 1995        | Fire                           | Larry Dempsey             | episodio "The Rip Off"               |
| 1993        | Paradise Beach                 | Tom Barsby                | -                                    |
| 1992        | The Adventures of Skippy       | Tío Jerry                 | episodio "Skippy and the Two Jerrys" |
| 1990        | E.A.R.T.H. Force               | Frederick Winter          | episodio # 1.1                       |
| 1989        | Inside Running                 | -                         | -                                    |
| 1989        | Mission: Impossible            | Grigor Caron              | episodio "The Princess"              |
| 1989        | Tanamera-Lion of Singapore     | Bonnard                   | miniserie                            |
| 1989        | This Man... This Woman         | Neil Clarke               | miniserie                            |
| 1989        | The Flying Doctors             | Alex Potter               | episodio "Bitter Harvest"            |
| 1985        | Anzacs                         | Rev. George Lonsdale      | 5 episodios - miniserie              |
| 1985        | Special Squad                  | -                         | episodio "Mates"                     |
| 1984        | Five Mile Creek                | Oliver Hamilton           | episodio "Walk Like a Man"           |
| 1984        | A Country Practice             | Tony Leonard              | 2 episodios                          |
| 1984        | Singles                        | -                         | miniserie                            |
| 1981        | Punishment                     | Christopher Lang          | -                                    |
| 1981        | Bellamy                        | Kelso                     | episodio "The Contract"              |
| 1981        | Levkas Man                     | Paul Gerrard              | -                                    |
| 1980        | Timelapse                      | Douglas Hardy             | -                                    |
| 1979        | Patrol Boat                    | Oficial Fisher            | episodio "We Lie in Wait"            |
| 1977 - 1979 | Chopper Squad                  | Barry Drummond            | 27 episodios                         |
| 1978        | Case for the Defence           | John                      | episodio "A Plea of Insanity"        |
| 1977        | The Young Doctors              | Paul Barrett              | episodio # 1.83                      |
| 1976        | Rush                           | Andy Curran               | episodio "Live to Fight Another Day" |
| 1975        | Quiller                        | Hilberg                   | episodio "Target North"              |
| 1974        | King Lear                      | Edgar                     | 6 episodios                          |
| 1974        | Death or Glory Boy             | Sargento potter           | episodio "Early Breakfast"           |
| 1974        | The Protectors                 | Anton                     | episodio "Wheels"                    |
| 1974        | John Halifax, Gentleman        | John Halifax              | episodio # 1.5 - miniserie           |
| 1973        | Ski-Boy                        | Jean Noêl                 | -                                    |
| 1973        | Pollyanna                      | Timothy                   | 5 episodios                          |
| 1973        | New Scotland Yard              | Geoff Grant               | episodio "Don't Go Out Alone"        |
| 1973        | The Adventures of Black Beauty | Harry                     | episodio "Sailor on a Horse"         |
| 1970        | ITV Saturday Night Theatre     | Fortinbras                | episodio "Hamlet"                    |

### Películas
| Año  | Título                                   | Personaje             | Notas                                                                                             |
| ---- | ---------------------------------------- | --------------------- | ------------------------------------------------------------------------------------------------- |
| 2013 | Tracks                                   | Pop                   | junto a Mia Wasikowska, Adam Driver, Emma Booth, Jessica Tovey & Melanie Zanetti                  |
| 2010 | Bad Behaviour                            | Clive                 | junto a John Jarratt, Lindsay Farris & Dwaine Stevenson                                           |
| 2009 | The Marine 2                             | Darren Conner         | junto a Ted DiBiase, Jr., Temuera Morrison, Lara Cox & Michael Rooker                             |
| 2006 | The Marine                               | Braun                 | junto a John Cena, Robert Patrick, Kelly Carlson, Manu Bennett, Damien Garvey & Firass Dirani     |
| 2005 | Dynasty: The Making of a Guilty Pleasure | Rock Hudson           | junto a John Terry, Melora Hardin, Nicholas Hammond, Holly Brisley & Rachael Taylor               |
| 2004 | Through My Eyes                          | -                     | junto a Miranda Otto, Craig McLachlan, Peter O'Brien, Grant Bowler, Nadine Garner & Damien Garvey |
| 2003 | Mermaids                                 | Director              | junto a Erika Heynatz, Brittany Byrnes, Holly Brisley, Lara Cox & Gyton Grantley                  |
| 2003 | Tempted                                  | Abogado               | junto a Virginia Madsen, Lainie Kazan, Jason Momoa, Brooke Harman & Andrew McFarlane              |
| 2002 | The Crocodile Hunter: Collision Course   | Dr. Weinberger        | junto a Steve Irwin, Steve Bastoni, David Wenham, Aden Young, Magda Szubanski & Timothy Bottoms   |
| 2001 | The Day of the Roses                     | Oficial de Estación   | junto a Stephen Curry, Gigi Edgley, Rebecca Gibney, Peter O'Brien, Helen Dallimore & Wayne Pygram |
| 2001 | Curse of the Talisman                    | Conservador del Museo | junto a Jesse Spencer, Sara Gleeson, Tempany Deckert & Gus Mercurio                               |
| 2000 | Walk the Talk                            | Pastor Bob            | junto a Sacha Horler, Salvatore Coco, David Franklin & Bille Brown                                |
| 1999 | Little White Lies                        | Kuhl                  | junto a Mimi Rogers, Andrew McFarlane, Temuera Morrison, Nicholas Hope & Linda Cropper            |
| 1999 | Chameleon II: Death Match                | Branford              | junto a Bobbie Phillips, John Waters, Simon Westaway, Ben Lawson, Jerome Ehlers & Julian Garner   |
| 1998 | The Real Macaw                           | Mr. St. John          | junto a Deborra-Lee Furness, John Waters & Jamie Croft                                            |
| 1996 | The Phantom                              | Capt. Philip Horton   | junto a Billy Zane, Kristy Swanson, Treat Williams, Catherine Zeta-Jones & James Remar            |
| 1995 | In Pursuit of Honor                      | Sgt. James Shattuck   | junto a Don Johnson, Craig Sheffer, Gabrielle Anwar, Bob Gunton & James Sikking                   |
| 1988 | Sebastian and the Sparrow                | Peter Thornbury       | junto a Alexander Bainbridge, Jeremy Angerson, Elizabeth Alexander & Vincent Gil                  |
| 1988 | Prisoner of Zenda                        | -                     | junto a Christine Amor, Clair Crowther & John Fitzgerald                                          |
| 1986 | The Blue Lightning                       | Ninian                | junto a Sam Elliott, Rebecca Gilling, Ray Meagher & Bob Barrett                                   |
| 1986 | Ivanhoe                                  | Robin Hood            | junto a Lewis Fitz-Gerald, Nick Tate, Liz Alexander & Simon Burke                                 |
| 1986 | Great Expectations: The Untold Story     | Roger Compeyson       | junto a John Stanton, Sigrid Thornton, Todd Boyce, Ron Haddrick & Bruce Spence                    |
| 1986 | Hector's Bunyip                          | George Bailey         | junto a Barbara Stephens, Tushka Bergen, Todd Boyce & Denise Roberts                              |
| 1985 | Archer                                   | Etienne de Mestre     | junto a Brett Climo, Lyn Collingwood & Ned Lander                                                 |
| 1985 | The Adventures of Robin Hood             | Robin Hood            | junto a Helen Morse, Wallas Eaton & George Stephenson                                             |
| 1983 | Now and Forever                          | Ian Clarke            | junto a Cheryl Ladd, Carmen Duncan, Christine Amor & Kris McQuade                                 |
| 1983 | For the Term of His Natural Life         | John Rex              | junto a Diane Cilento, Damon Herriman, Jeremy Coote & Colin Friels                                |
| 1980 | Coralie Landsdowne Says No               | Paul                  | junto a Wendy Hughes, David Waters, Brian Blain, Elaine Mangan & Mary-Lou Stewart                 |
| 1979 | The Plumber                              | Brian Cowper          | junto a Judy Morris, Ivar Kants, Candy Raymond & Henri Szeps                                      |
| 1971 | The Last Run                             | Hitch Hiker           | junto a George C. Scott, Tony Musante, Trish Van Devere, Colleen Dewhurst & Aldo Sambrell         |

- Narrador.:

| Año  | Programa       | Notas    |
| ---- | -------------- | -------- |
| 2008 | Wild Tasmania  | narrador |
| 1978 | Conrad Martens | narrador |

- Equipo Misceláneo.:

| Año  | Título              | Notas  |
| ---- | ------------------- | ------ |
| 1994 | Country Life        | armero |
| 1992 | Mission: Top Secret | armero |
| 1991 | Fantasy             | armero |
| 1989 | Kokoda Crescent     | armero |
| 1987 | Dangerous Game      | armero |
| 1986 | Dead End Drive-In   | armero |

### Teatro[2]
| Año       | Título                                     | Personaje        | Director (a)     | Teatro                | Notas                                                        |
| --------- | ------------------------------------------ | ---------------- | ---------------- | --------------------- | ------------------------------------------------------------ |
| 2013      | Other Desert Cities                        | Lyman Wyeth      | Kate Cherry      | Black Swan Theatre    | junto a Conrad Coleby, Rebecca Davis & Janet Andrewartha     |
| 2011      | Pygmalion                                  | Profesor Higgins | Michael Gow      | Queensland Theatre    | junto a Kerith Atkinson, Ron Kelly & Christopher Sommers     |
| 2010      | Let the Sunshine                           | Toby             | Michael Gow      | Cremorne Theatre      | junto a Paul Ashcroft, Jacki Weaver & John Wood              |
| 2009      | The Crucible                               | -                | Michael Gow      | -                     | junto a Paul Bishop, Andrea Moor & Christopher Sommers       |
| 2008      | The Prisoner of Second Avenue              | -                | Jon Halpin       | Playhouse Theatre     | junto a Jacki Weaver & Sean Taylor                           |
| 2007      | John Gabriel Borkman                       | Borkman          | -                | Queensland Theatre    | junto a Daniel White                                         |
| 2007      | Heroes                                     | -                | Jon Halpin       | Cremorne Theatre      | junto a Barry Otto & Max Gillies                             |
| 2006      | Constance Drinkwater and the Final Days... | -                | Marion Potts     | -                     | junto a Michael Futcher, Caroline Kennison & Emily Tomlins   |
| 2005      | Amigos                                     | -                | Sean Mee         | Roundhouse Theatre    | junto a Eugene Gilfedder, Sally McKenzie & Steven Tandy      |
| 2002      | The Slippery Slope                         | -                | -                | -                     | junto a David Clendinning, Dragitsa Debert & Katy Manning    |
| 2001      | A Conversation                             | -                | Sandra Bates     | Ensemble Theatre      | junto a Diane Craig, Glenn Hazeldine & Deborah Kennedy       |
| 1998      | Broken Glass                               | -                | Jennifer Flowers | Cremorne Theatre      | junto a Angela Campbell, Steven Grives & Rainee Skinner      |
| 1992      | Conjugal Rites                             | -                | Des Davis        | Everest Theatre       | junto a Christine Amor                                       |
| 1991,1992 | Dial M For Murder                          | -                | Peter Kingston   | Marian St. Theatre    | junto a Peter Carroll & Angela Punch McGregor                |
| 1991      | Buddy: The Buddy Holly Story               | -                | Rob Bettinson    | Her Majesty's Theatre | junto a Laurence Coy, Doug Parkinson & Steve Wood            |
| 1990      | Hopping to Byzantium                       | -                | Sandra Bates     | Ensemble Theatre      | junto a Colleen Clifford, Norman Kaye & Rachel Ward          |
| 1988      | The Mortal Falcon                          | -                | Richard Wherrett | Wharf Theatre         | junto a Linda Cropper, Rosemary Harris & Richard Roxburgh    |
| 1987      | The Winter's Tale                          | -                | -                | York Theatre          | junto a Colin Friels, Ron Graham & Nicholas Opolski          |
| 1987      | Tartuffe                                   | -                | John Bell        | York Theatre          | junto a Nicholas Opolski & Mark Pegler & Fiona Press         |
| 1985      | Arms and the Man                           | -                | Richard Cottrell | -                     | junto a Zoe Bertram, Ron Graham & Barry Lovett               |
| 1983      | The Maid's Tragedy                         | -                | Barry Kyle       | Athenaeum Theatre     | junto a Elizabeth Alexander, Lewis Fitz-Gerald & Pamela Rabe |
| 1981      | Whose Life Is It Anyway?                   | -                | Brian H. Jones   | Canberra Theatre      | junto a Dorothy Alison, Annette Andre & Don Pascoe           |
| 1980      | Monica                                     | -                | Felicity Gordon  | AMP Theatre           | junto a Ron Ratcliff & Phillip Ross                          |
| 1975      | Ivanov                                     | -                | Raymond Omodei   | Drama Theatre         | junto a Ralph Cotterill & Andrew McFarlane                   |
| -         | Amadeus                                    | -                | -                | Cremorne Theatre      | junto a Steven Grives                                        |